# Louis de La Vallée Poussin
Louis Étienne Joseph Marie de La Vallée Poussin (Luik, 1 januari 1869 - Vorst, 18 februari 1938) was een Belgisch indoloog, boeddholoog, sinoloog en tibetoloog. Hij was hoogleraar aan de Rijksuniversiteit van Gent en verwierf internationale bekendheid door zijn studies en werken over het boeddhisme.

## Levensloop

### Opleiding
La Vallée Poussin werd geboren in Luik als zoon van een Franse vader en een Belgische moeder. Nadat hij middelbare school had gevolgd aan het Collège Saint-Servais in zijn geboortestad ging La Vallée Poussin in 1884 naar de Rijksuniversiteit Luik waar hij in 1888, op 19-jarige leeftijd, het doctoraat in de filosofie en de letteren behaalde. Daarna trok hij naar de Katholieke Universiteit Leuven waar hij het Sanskriet, het Pali en het Avestisch ging studeren. In 1891 behaalde La Vallée Poussin er het doctoraat in de oriëntalistiek.
Nadien ging hij zich een jaar specialiseren aan de Sorbonne in Parijs en kreeg er les van onder meer de indoloog Sylvain Lévi. Tegelijkertijd doceerde La Vallée Poussin reeds het Sanskriet aan de Luikse universiteit. In 1892 ging hij naar de Rijksuniversiteit Leiden waar hij zich nog verder specialiseerde in het Avestisch, de studie van het zoroastrisme, het Chinees en het Tibetaans. Hij was er een student van Hendrik Kern.

### Hoogleraarschap en studie van het boeddhisme
In 1894, nadat hij tot Belg was genaturaliseerd, werd La Vallée Poussin benoemd tot hoogleraar aan de Rijksuniversiteit Gent. Hij doceerde er de vergelijkende grammatica van het Grieks en het Latijn. Vanaf het einde van de 19e eeuw wijdde hij zich volop aan de studie van het boeddhisme.
Tijdens de Eerste Wereldoorlog trok hij naar Groot-Brittannië waar hij cursussen voor jonge Belgen organiseerde in Oxford en Cambridge. In 1916 gaf hij in Cambridge in het kader van de Hibbert Lectures een lezing met als titel: The Way to Nirvána: Ancient Buddhism as a Discipline of Salvation.
Na de oorlog bouwde hij zijn leeropdrachten aan de Gentse universiteit, door de toenemende vernederlandsing van de universiteit, stilaan af en verplaatste zijn werkterrein naar Brussel om zich nog meer te kunnen wijden aan de studie van het boeddhisme, de sinologie en de tibetologie.
In 1921 richtte hij er op initiatief van rektor Ladeuze van de Leuvense universiteit het Belgisch Genootschap voor Oosterse Studiën op. Hij werd de eerste voorzitter van het genootschap en egyptoloog Jean Capart de eerste secretaris. Nadat hij in 1929 zijn hoogleraarschap aan de Gentse universiteit beëindigde, gaf La Vallée Poussin nog les aan het Institut des Hautes Études de Belgique en het Belgisch Instituut voor Hogere Chinese Studiën dat in 1929 was opgericht.
La Vallée Poussin was in 1931 oprichter van het tijdschrift Mélanges chinois et bouddhiques. Hij was de eerste westerse oriëntalist die zich wijdde aan de studie van het Vajrayana en was een kenner van het werk van de Chinese boeddhistische monnik Xuanzang die vele teksten uit het Sanskriet naar het Chinees vertaalde.
La Vallée Poussin was lid van de Académie royale de Belgique, het Institut de France en de Royal Asiatic Society. Hij was eredoctor aan de Universiteit van Oxford.

## Werken (selectie)
La Vallée schreef ruim 300 tijdschriftartikels en boeken waarvan sommige nog steeds herdrukt worden.
- Études et textes tantriques Pañchakrama 1896. (als vertaler)
- Bouddhisme, études et matériaux: Ādikarmapradīpa, Bodhicaryāvatāratīkā. 1898.
- Documents d'Abhidharma : La controverse du temps, des dieux, les quatre, les trois vérités
- Documents d'Abhidharma: 2. La doctrine des refuges : 3. Le corps de l'Arhat est-il pur ?
- Bouddhisme. Opinions sur l'histoire de la dogmatique, 1925
- La morale Bouddhique. Éd. Nouvelle librairie nationale, 1927.
- Vijñaptimātratāsiddhi : La siddhi de Hiuantsang, 1928.
- L'Inde aux temps des Mauryas et des Barbares, Grecs, Scythes, Parthes et Yue-Tchi, 1930
- Dynasties et histoire de l'Inde depuis Kanishka jusqu'aux invasions musulmanes, 1935
- Indo-européens et indo-iraniens. L'Inde jusque vers 300 avant J.-C., 1936
- L’Abhidharmakośa de Vasubandhu, Belgisch Instituut voor Hogere Chinese Studiën, 1971
- Nirvana, heruitgave, 1997
- La Morale bouddhique, heruitgave, 2001